# Kinesisk dvärghamster
Kinesisk hamster (Cricetulus griseus) är en art i släktet råtthamstrar, som beskrevs av Milne-Edwards 1867. Vissa auktoriteter kategoriserar den dock som en underart till Cricetulus barabensis medan andra kategoriserar den som den domesticerade formen av Cricetulus barabensis.

## Utbredning och habitat
Kinesisk hamster kommer ursprungligen från Mongoliet, Kina (inklusive Manchuriet) där de lever i steniga bergsområden. 

## Utseende och beteende
Kinesisk hamster har en långsmal kropp på 7,5 till 12 cm och en svanslängd på 2–3 cm. Vikten är 50–75 gram. Pälsfärgen är oftast agouti (grå–beige) och hamstern är i sitt utseende lik Campbells dvärghamster. Ålen (rygglinjen) är svart och löper ner mot den vita magen. En mutation kallad dominant spot är en populär pälsfärg. Hamstern lever solitärt, förutom vid parningssäsongen.

## Kinesisk hamster och människan
Kinesisk hamster var ett av de första laboratoriedjuren, men numera är dock hamstern till allra största del ersatt av husmusen. Kinesisk hamster är känd för sitt lugna temperament och har därför en lång historia som sällskapsdjur. I England har arten funnits sedan 1919. 
Kinesisk hamster är ett sällan sällskapsdjur.